# Cung Hoàng Đạo

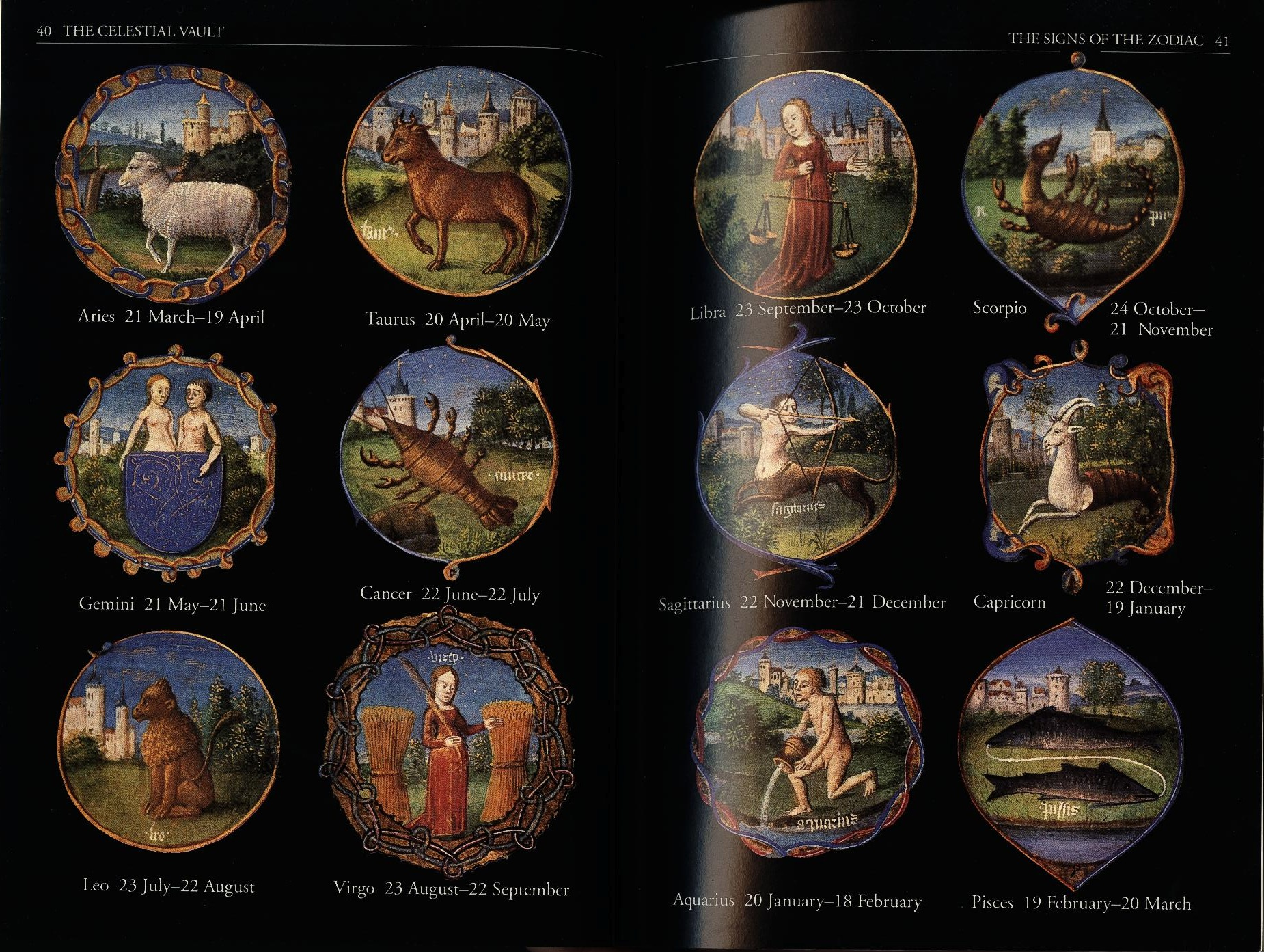
Mười hai cung Hoàng Đạo, hình thu nhỏ từ cuốn Sách Thời Đảo. (Bầu trời: Trật tự và Hỗn loạn của Jean-Pierre Verdet, từ loạt 'Chân trời Mới')

Trong chiêm tinh học phương Tây, 12 cung Hoàng Đạo là mười hai cung 30°Của Hoàng Đạo, bắt đầu từ điểm xuân phân (một trong những giao điểm của Hoàng Đạo với Xích đạo thiên cầu), còn được gọi là điểm đầu của Bạch Dương. Thứ tự của 12 cung Hoàng Đạo là Bạch Dương, Kim Ngưu, Song Tử, Cự Giải, Sư Tử, Xử Nữ,  Thiên Bình, Thiên Yết, Nhân Mã, Ma Kết, Bảo Bình và Song Ngư. Mỗi khu vực được đặt tên theo chòm sao mà nó đi qua trong lúc được đặt tên.
Khái niệm Đai Hoàng Đạo bắt nguồn từ chiêm tinh học Babylon, và sau đó bị ảnh hưởng bởi văn hóa thời Hy Lạp hóa. Theo chiêm tinh học,các hiện tượng thiên thể có liên quan đến hoạt động của con người theo nguyên lý "trên nào, dưới thế", để các cung được cho là thể hiện các phương thức biểu hiện đặc trưng. Những khám phá hiện đại về bản chất thực sự của các thiên thể đã làm suy yếu cơ sở lý thuyết gán ý nghĩa cho các cung Hoàng Đạo, và điều tra khoa học thực nghiệm đã chỉ ra rằng các dự đoán và lời khuyên dựa trên các hệ thống này là không chính xác.:85;:424 Chiêm tinh thường được coi là giả khoa học.
Các cách tiếp cận khác nhau để đo và phân chia bầu trời hiện đang được sử dụng bởi các hệ thống chiêm tinh khác nhau, mặc dù truyền thống về tên và biểu tượng của đai Hoàng Đạo vẫn nhất quán. Chiêm tinh học phương Tây đo từ các Điểm phân và Điểm chí (các điểm liên quan đến các ngày bằng nhau, dài nhất và ngắn nhất của năm chí tuyến), trong khi chiêm tinh học Vệ-đà và Jyotiṣa đo dọc theo mặt phẳng xích đạo (năm thiên văn). Sự tiến động dẫn đến sự phân chia đai Hoàng Đạo của chiêm tinh học phương Tây không tương ứng với các chòm sao mang tên tương tự trong thời đại hiện nay, trong khi các phép đo của Jyotiṣa vẫn tương ứng với các chòm sao nền.

## Cung Hoàng Đạo phương Tây

### Lịch sử và biểu tượng

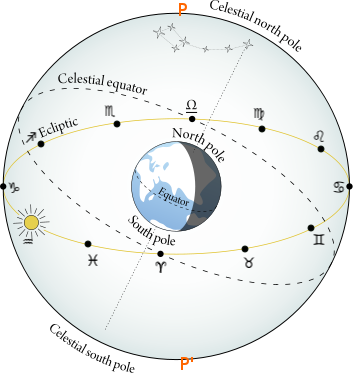
Mười hai cung hoàng đạo. Mỗi dấu chấm đánh dấu sự bắt đầu của một cung và cách nhau 30°. Giao điểm của đường xích đạo thiên cầu và Hoàng Đạo xác định các phân điểm: Điểm Đầu tiên của Bạch Dương và Điểm Đầu tiên của Thiên Bình. Đường tròn lớn chứa các cực thiên cầu và các cực Hoàn Đạo (P và P'), giao nhau với Hoàng Đạo ở 0° Cự Giải và 0° Ma Kết. Trong hình minh họa này, Mặt trời được định vị ở đầu Bảo Bình.

Chiêm tinh học phương Tây là sự tiếp nối trực tiếp của chiêm tinh học thời Hy Lạp hóa được Ptolemy ghi lại vào thế kỷ thứ 2. Chiêm tinh học thời Hy Lạp hóa lại một phần dựa trên các khái niệm từ truyền thống Babylon. Cụ thể, việc phân chia Hoàng Đạo thành mười hai phần bằng nhau là một cấu trúc khái niệm của Babylon.
Vào thế kỷ thứ 4 trước Công nguyên, thiên văn học Babylon và hệ thống điềm báo thiên thể của nó có ảnh hưởng đến văn hóa của Hy Lạp cổ đại, cũng như thiên văn học Ai Cập vào cuối thế kỷ thứ 2 trước Công nguyên. Điều này, không giống như truyền thống Lưỡng Hà, tập trung mạnh vào biểu đồ sinh của cá nhân và việc tạo ra chiêm tinh học cung Hoàng Đạo, dùng việc sử dụng cung mọc (mức độ tăng dần của Hoàng Đạo, tại thời điểm sinh) và mười hai nhà. Sự kết hợp các dấu hiệu chiêm tinh với bốn nguyên tố cổ điển của Empedocles là một sự phát triển quan trọng khác trong đặc tính của mười hai cung.
Phần thân của truyền thống chiêm tinh học thời Hy Lạp hóa khi nó tồn tại vào thế kỷ thứ 2 được mô tả trong Tetrabiblos của Ptolemy. Đây là công trình tinh túy của truyền thống thiên văn học sau này không chỉ ở phương Tây mà còn ở Ấn Độ và trong lĩnh vực Hồi giáo, và vẫn là tài liệu tham khảo trong gần mười bảy thế kỷ vì các truyền thống sau này đã tạo ra một số thay đổi đáng kể cho giáo lý cốt lõi của nó.
| Cung                  | Biểu tượng             | Con số | Kinh độ Hoàng Đạo (a ≤ λ < b) | Chú giải           |
| --------------------- | ---------------------- | ------ | ----------------------------- | ------------------ |
| Bạch Dương (Aries)    | 20x20px[liên kết hỏng] | 1      | 0° đến 30°                    | Cừu                |
| Kim Ngưu (Taurus)     | 21x21px[liên kết hỏng] | 2      | 30° đến 60°                   | Bò mộng            |
| Song Tử (Gemini)      | 21x21px[liên kết hỏng] | 3      | 60° đến 90°                   | Cặp song sinh      |
| Cự Giải (Cancer)      | 20x20px[liên kết hỏng] | 4      | 90° đến 120°                  | Cua                |
| Sư Tử (Leo)           | 26x26px[liên kết hỏng] | 5      | 120° đến 150°                 | Sư tử              |
| Xử Nữ (Virgo)         | 24x24px[liên kết hỏng] | 6      | 150° đến 180°                 | Trinh nữ           |
| Thiên Bình (Libra)    | 24x24px[liên kết hỏng] | 7      | 180° đến 210°                 | Cân                |
| Thiên Yết (Scorpio)   | 22x22px[liên kết hỏng] | 8      | 210° đến 240°                 | Bọ cạp             |
| Nhân Mã (Sagittarius) | 20x20px[liên kết hỏng] | 9      | 240° đến 270°                 | Cung thủ (Nhân mã) |
| Ma Kết (Capricorn)    | 26x26px[liên kết hỏng] | 10     | 270° đến 300°                 | Dê                 |
| Bảo Bình (Aquarius)   | 24x24px[liên kết hỏng] | 11     | 300° đến 330°                 | Người gánh nước    |
| Song Ngư (Pisces)     | 25x25px[liên kết hỏng] | 12     | 330° đến 360°                 | Cá                 |

### Phân cực và bốn nguyên tố

Một sơ đồ đơn giản hiển thị vị trí cung của các hành tinh vào ngày 16 tháng 5 năm 2012. Các cung được tô màu theo các nguyên tố liên quan. Mỗi hành tinh được đại diện bởi một ký tự bên cạnh kinh độ của nó trong cung. Biểu tượng bổ sung có thể được thêm vào để thể hiện chuyển động nghịch hành biểu kiến (℞), hoặc khoảnh khắc đứng yên biểu kiến (chuyển từ nghịch hành sang trực tiếp hoặc ngược lại: S).

Empedocles, một triết gia Hy Lạp thế kỷ V trước Công nguyên, đã xác định Lửa, Đất, Khí và Nước là các nguyên tố. Ông giải thích bản chất của vũ trụ là sự tương tác của hai nguyên tắc đối lập gọi là "tình yêu" và "xung đột" thao túng bốn nguyên tố, và tuyên bố rằng bốn nguyên tố này đều cân bằng, ở cùng một độ tuổi, mỗi nguyên tố đều cai trị các tỉnh riêng và sở hữu những cá tính riêng. Mỗi hỗn hợp khác nhau của các nguyên tố này tạo ra bản chất khác nhau của sự vật. Empedocles nói rằng những người được sinh ra với tỷ lệ gần như cân bằng của bốn nguyên tố sẽ thông minh hơn và có nhận thức chính xác nhất.
Mỗi cung được liên kết với một trong các nguyên tố cổ điển (lửa, khí, đất và nước), và chúng cũng có thể được nhóm theo phân cực (dương hoặc âm): cung Lửa và Không khí được coi là cung dương trong khi cung Nước và Đất được coi là cung âm. Bốn nguyên tố chiêm tinh cũng được coi là trực tiếp tương tự với các loại khí chất của Hippocrates (lạc quan = Khí; nóng nảy= Lửa; u sầu= Đất; lãnh đạm = Nước). Một cách tiếp cận hiện đại xem các yếu tố là "chất năng lượng của kinh nghiệm"  và bảng sau đây cố gắng tóm tắt mô tả của chúng thông qua các từ khóa.
| Cực tính               | Nguyên tố | Biểu tượng             | Từ khóa                                        | Cung                          |
| ---------------------- | --------- | ---------------------- | ---------------------------------------------- | ----------------------------- |
| Dương (Nam) (Thể hiện) | Lửa       | 20x20px[liên kết hỏng] | Nhiệt tình, nỗ lực thể hiện bản thân, niềm tin | Bạch Dương, Sư Tử, Nhân Mã    |
| Dương (Nam) (Thể hiện) | Khí       | 20x20px[liên kết hỏng] | Giao tiếp, xã hội hóa, khái niệm hóa           | Song Tử, Thiên Bình, Bảo Bình |
| Âm (Nữ) (Kiềm chế)     | Đất       | 20x20px[liên kết hỏng] | Thực tiễn, thận trọng, thế giới vật chất       | Kim Ngưu, Xử Nữ, Ma Kết       |
| Âm (Nữ) (Kiềm chế)     | Nước      | 20x20px[liên kết hỏng] | Cảm xúc, đồng cảm, nhạy cảm                    | Cự Giải, Thiên Yết, Song Ngư  |

Phân loại theo các nguyên tố đã đạt được tầm quan trọng như vậy, rằng một số nhà chiêm tinh bắt đầu giải thích biểu đồ ngày sinh, bằng cách nghiên cứu sự cân bằng của các nguyên tố thể hiện qua vị trí của các hành tinh và góc  (đặc biệt là Mặt trời, Mặt trăng và cung Mọc).

### Ba tính chất
Mỗi nguyên tố trong số bốn nguyên tố cổ điển biểu hiện thông qua ba tính chất: Tiên phong, Kiên định và Linh hoạt. Vì mỗi tính chất bao gồm bốn cung, nó còn được gọi là Tứ cung.
| Tính chất  | Biểu tượng             | Từ khóa                                                    | Cung                                    |
| ---------- | ---------------------- | ---------------------------------------------------------- | --------------------------------------- |
| Tiên phong | 20x20px[liên kết hỏng] | Hành động, năng động, chủ động, tác động lớn               | Bạch Dương, Cự Giải, Thiên Bình, Ma Kết |
| Kiên định  | 20x20px[liên kết hỏng] | Chống lại sự thay đổi, sức mạnh ý chí lớn, không linh hoạt | Kim Ngưu, Sư Tử, Thiên Yết, Bảo Bình    |
| Linh hoạt  | 20x20px[liên kết hỏng] | Khả năng thích ứng, linh hoạt, tháo vát                    | Song Tử, Xử Nữ, Nhân Mã, Song Ngư       |

Sự kết hợp giữa các nguyên tố và các tính chất tạo ra đặc tính cung cơ bản. Chẳng hạn, Ma Kết là một cung Đất, nghĩa là nó liên quan đến hành động (tính chất Tiên phong) trong thế giới vật chất (nguyên tố Đất). Bảng sau đây cho thấy mười hai kết hợp giữa các nguyên tố và tính chất.
| Nguyên tố  | Lửa        | Đất      | Khí        | Nước      |
| ---------- | ---------- | -------- | ---------- | --------- |
| Tiên phong | Bạch Dương | Ma Kết   | Thiên Bình | Cự Giải   |
| Kiên định  | Sư Tử      | Kim Ngưu | Bảo Bình   | Thiên Yết |
| Linh hoạt  | Nhân Mã    | Xử Nữ    | Song Tử    | Song Ngư  |

### Quyền cai trị hành tinh
Cai trị là sự kết nối giữa các hành tinh, cung và nhà tương quan. Trong chiêm tinh học phương Tây truyền thống, mỗi cung được cai trị bởi một trong bảy hành tinh khả kiến (lưu ý rằng trong chiêm tinh học, Mặt Trời và Mặt Trăng được gọi là "Ánh Sáng" hoặc các ngôi sao cố định, trong khi các thiên thể khác được gọi là các hành tinh hoặc kẻ lang thang, tức là các ngôi sao lang thang trái ngược với các ngôi sao cố định). Các quyền cai trị truyền thống như sau: Bạch Dương (Sao Hỏa), Kim Ngưu (Sao Kim), Song Tử (Sao Thủy), Cự Giải (Mặt Trăng), Sư Tử (Mặt Trời), Xử Nữ (Sao Thủy), Thiên Bình (Sao Kim), Thiên Yết (Sao Diêm Vương), Nhân Mã (Sao Mộc), Ma Kết (Sao Thổ), Bảo Bình (Sao Thiên Vương) và Song Ngư (Sao Hải Vương).
Các nhà chiêm tinh thiên về tâm lý thường tin rằng Sao Thiên Vương cai trị hoặc đồng cai trị Bảo Bình thay cho Sao Thổ; Sao Hải Vương cai trị hoặc đồng cai trị Song Ngư thay cho Sao Mộc, và Sao Diêm Vương cai trị hoặc đồng cai trị Thiên Yết thay cho Sao Hỏa. Một số nhà chiêm tinh tin rằng hành tinh vi hình Chiron có thể là người cai trị Xử Nữ, trong khi nhóm các nhà chiêm tinh hiện đại khác cho rằng Ceres là người cai trị Kim Ngưu.

### Bảng thời gian
Bảng dưới đây cho thấy cả quyền cai trị truyền thống lẫn hiện đại.
| Cung                   | Ký tự Unicode | Tên cung   | Thời gian                 | Thiên thể cai trị | Thiên thể cai trị |
| Cung                   | Ký tự Unicode | Tên cung   | Thời gian                 | Hiện đại          | Cổ điển           |
| ---------------------- | ------------- | ---------- | ------------------------- | ----------------- | ----------------- |
| 20x20px[liên kết hỏng] | ♈            | Bạch Dương | 21 tháng 3 - 19 tháng 4   | Sao Hoả           | Sao Hoả           |
| 21x21px[liên kết hỏng] | ♉            | Kim Ngưu   | 20 tháng 4 - 20 tháng 5   | Sao Kim           | Sao Kim           |
| 21x21px[liên kết hỏng] | ♊            | Song Tử    | 21 tháng 5 - 21 tháng 6   | Sao Thủy          | Sao Thủy          |
| 20x20px[liên kết hỏng] | ♋            | Cự Giải    | 22 tháng 6 - 22 tháng 7   | Mặt Trăng         | Mặt Trăng         |
| 26x26px[liên kết hỏng] | ♌            | Sư Tử      | 23 tháng 7 - 22 tháng 8   | Mặt Trời          | Mặt Trời          |
| 24x24px[liên kết hỏng] | ♍            | Xử Nữ      | 23 tháng 8 - 22 tháng 9   | Sao Thủy          | Trái Đất          |
| 25x25px[liên kết hỏng] | ♎            | Thiên Bình | 23 tháng 9 - 22 tháng 10  | Sao Kim           | Sao Kim           |
| 22x22px[liên kết hỏng] | ♏            | Thiên Yết  | 23 tháng 10 - 22 tháng 11 | Sao Diêm Vương    | Sao Hoả           |
| 20x20px[liên kết hỏng] | ♐            | Nhân Mã    | 23 tháng 11 - 21 tháng 12 | Sao Mộc           | Sao Mộc           |
| 25x25px[liên kết hỏng] | ♑            | Ma Kết     | 22 tháng 12 - 19 tháng 1  | Sao Thổ           | Sao Thổ           |
| 25x25px[liên kết hỏng] | ♒            | Bảo Bình   | 20 tháng 1 - 19 tháng 2   | Sao Thiên Vương   | Sao Thổ           |
| 25x25px[liên kết hỏng] | ♓            | Song Ngư   | 20 tháng 2 - 20 tháng 3   | Sao Hải Vương     | Sao Mộc           |

Mỗi cung đều có đối lập, nghĩa là có sáu cặp đối lập. Các nguyên tố Lửa và Khí đối lập nhau và các nguyên tố Đất và Nước đối lập nhau. Cung mùa xuân đối lập với cung mùa thu, và cung mùa đông đối lập với cung mùa hè.
- Bạch Dương đối lập với Thiên Bình
- Cự Giải đối lập với Ma Kết
- Song Tử đối lập với Nhân Mã
- Song Ngư đối lập với Xử Nữ
- Kim Ngưu đối lập với Thiên Yết
- Sư Tử đối lập với Bảo Bình

### Phẩm giá và bất lợi, đắc địa và suy thoái
Một tín ngưỡng chiêm tinh truyền thống, được gọi là phẩm giá bản chất, là ý tưởng cho rằng rằng Mặt trời, Mặt trăng và các hành tinh mạnh hơn và hiệu quả hơn trong một số cung nhất định so với lúc nằm trong các cung khác, bởi vì bản chất tự nhiên của cả hai được hòa hợp. Ngược lại, họ cho rằng một số cung sẽ suy yếu hoặc khó hoạt động vì bản chất của nó được cho là có xung đột. Những phạm trù này là Phẩm giá, Bất lợi, Đắc địa và Suy thoái.
- Phẩm giá và Bất lợi: Một hành tinh được củng cố hoặc tôn lên (có phẩm giá) nếu nó nằm trong cung mà nó cai trị. Nói cách khác, nó được cho là thực hiện Quyền cai trị cung đó. Ví dụ, Mặt trăng trong Cự Giải được coi là "mạnh" (được tôn phẩm giá). Nếu một hành tinh nằm trong cung đối diện mà nó cai trị (hoặc được tôn lên), nó được cho là bị suy yếu hoặc trong Bất lợi (ví dụ: Mặt trăng trong Ma Kết).[30]

Trong chiêm tinh truyền thống, các cấp độ khác nhau của Phẩm giá được công nhận ngoài Cai trị. Chúng được gọi là Đắc địa, Tam cung, Góc lục phân, Góc thập phân, cùng nhau được biết đến như là sự mô tả phẩm giá bản chất của một hành tinh, chất lượng hoặc khả năng của bản chất thực sự của nó.
- Đắc địa và Suy thoái: Thêm nữa, một hành tinh cũng được củng cố khi nó ở trong cung của Sự đắc địa. Trong chiêm tinh học hàng giờ truyền thống, Đắc địa biểu hiện một mức độ phẩm giá hơi phóng đại so với Cai trị. Đắc địa được coi là mang lại cho hành tinh (hoặc những gì nó biểu thị trong biểu đồ giờ) phẩm giá, với phép ẩn dụ như một vị khách danh dự - người là trung tâm của sự chú ý nhưng khả năng hành động của họ bị hạn chế. Ví dụ về các hành tinh trong Đắc địa của chúng là: Sao Thổ (Thiên Bình), Mặt trời (Bạch Dương), Sao Kim (Song Ngư), Mặt trăng (Kim Ngưu), Sao Thủy (Xử Nữ, mặc dù một số không đồng ý với phân loại này), Sao Hỏa (Ma Kết), Sao Mộc (Cự Giải). Một hành tinh nằm trong cung đối ngược với Đắc địa của nó được cho là nằm trong Suy thoái của nó, và do đó suy yếu, có lẽ dường như còn hơn cả Bất lợi.[30] Không có sự thỏa thuận thống nhất nào về các cung mà ba hành tinh ngoài Sao Thổ nằm trong đó có thể được coi là đắc địa.[31]

Bảng sau đây tóm tắt các vị trí được mô tả ở trên:
| Hành tinh (Biểu tượng) | Phẩm giá                | Bất lợi                 | Đắc địa    | Suy thoái  |
| ---------------------- | ----------------------- | ----------------------- | ---------- | ---------- |
| Mặt trời ()            | Sư Tử                   | Bảo Bình                | Bạch Dương | Thiên Bình |
| Mặt trăng ()           | Cự Giải                 | Ma Kết                  | Kim Ngưu   | Thiên Yết  |
| Sao Thủy ()            | Song Tử và Xử Nữ        | Nhân Mã và Song Ngư     | Xử Nữ      | Song Ngư   |
| Sao Kim ()             | Thiên Bình và Kim Ngưu  | Bạch Dương và Thiên Yết | Song Ngư   | Xử Nữ      |
| Sao Hỏa ()             | Bạch Dương và Thiên Yết | Thiên Bình và Kim Ngưu  | Ma Kết     | Cự Giải    |
| Sao Mộc ()             | Nhân Mã và Song Ngư     | Song Tử và Xử Nữ        | Cự Giải    | Ma Kết     |
| Sao Thổ ()             | Ma Kết và Bảo Bình      | Cự Giải và Sư Tử        | Thiên Bình | Bạch Dương |
| Trái Đất ()            | Xử Nữ                   | Thiên Yết               | Sư Tử      | Cự Giải    |

Ngoài phẩm giá bản chất, nhà chiêm tinh truyền thống còn xem xét phẩm giá ngẫu nhiên của các hành tinh. Đây là vị trí của nhà trong biểu đồ được nghiên cứu. Phẩm giá ngẫu nhiên là "khả năng hành động" của hành tinh. Vì vậy chúng ta có thể có, ví dụ, Mặt trăng trong Cự Giải, được tôn lên bởi cai trị, nằm trong nhà thứ 12, nó sẽ có rất ít cơ hội để thể hiện bản chất tốt của nó. Nhà thứ 12 là nhà Cuối cũng như nhà thứ 3, thứ 6 và thứ 9 và các hành tinh trong những nhà này được coi là yếu hoặc bị ảnh hưởng. Mặt khác, Mặt trăng trong nhà thứ 1, thứ 4, thứ 7 hoặc thứ 10 sẽ có nhiều khả năng hoạt động hơn vì đây là những nhà Góc. Các hành tinh trong nhà Kế của biểu đồ (thứ 2, thứ 5, thứ 8, thứ 11) thường được coi là có khả năng hành động trung bình. Bên cạnh phẩm giá ngẫu nhiên, còn có một loạt các Suy nhược ngẫu nhiên, chẳng hạn như nghịch hành, Dưới Tia sáng Mặt trời, Đốt cháy, vân vân.

### Các kiểu phân loại khác
Mỗi cung có thể được chia thành ba khu vực 10° được gọi là Góc thập phân hoặc decan, và những ý tưởng này không được sự dụng nữa. Góc thập phân đầu tiên được cho là rõ ràng nhất về bản chất của chính nó và được cai trị bởi hành tinh cai trị cung. Góc thập phân tiếp theo được cai trị thứ cấp bởi hành tinh cai trị cung tiếp theo trong cùng Tam cung. Góc thập phân cuối cùng được cai trị thứ cấp bởi hành tinh kế tiếp theo thứ tự trong cùng Tam cung.
Trong khi yếu tố và phương thức của một dấu hiệu đủ để xác định nó, chúng có thể được nhóm lại để biểu thị tính biểu tượng của chúng. Bốn dấu hiệu đầu tiên, Bạch Dương, Kim Ngưu, Song Tử và Cự Giải, tạo thành nhóm các dấu hiệu cá nhân. Bốn dấu hiệu tiếp theo, Sư Tử, Xử Nữ, Thiên Bình và Bọ Cạp tạo thành nhóm các dấu hiệu liên cá nhân. Bốn dấu hiệu cuối cùng của cung hoàng đạo, Nhân Mã, Ma Kết, Bảo Bình và Song Ngư, tạo thành nhóm các dấu hiệu chuyển giới.
Dane Rudhyar đã trình bày các yếu tố chính của cung hoàng đạo nhiệt đới, được sử dụng trong chương trình giảng dạy của Trường Chiêm tinh học RASA. Cung hoàng đạo nhiệt đới là cung hoàng đạo có yếu tố mùa vụ trái ngược với cung hoàng đạo thiên văn (yếu tố chòm sao). Các yếu tố mùa vụ chính dựa trên tỷ lệ thay đổi của ánh sáng mặt trời và bóng tối trong suốt cả năm. Yếu tố đầu tiên là liệu thời gian được chọn có rơi vào nửa năm mà khi ánh sáng ban ngày tăng, hay nửa năm khi bóng tối tăng. Yếu tố thứ hai là liệu thời gian được chọn có rơi vào nửa năm khi có nhiều ánh sáng ban ngày hơn bóng tối, hay một nửa khi có nhiều bóng tối hơn ánh sáng ban ngày. Yếu tố thứ ba là mùa nào trong bốn mùa mà thời gian được chọn rơi vào, được xác định bởi hai yếu tố đầu tiên. Do đó:
- Mùa đông là khi ánh sáng ban ngày tăng và có nhiều bóng tối hơn ánh sáng ban ngày.
- Mùa xuân là khi ánh sáng ban ngày tăng và có nhiều ánh sáng ban ngày hơn bóng tối.
- Mùa hè là khi bóng tối đang gia tăng và có nhiều ánh sáng ban ngày hơn bóng tối.
- Mùa thu là khi bóng tối đang tăng và có nhiều bóng tối hơn ánh sáng ban ngày.

## Chiêm tinh học Ấn Độ
Trong chiêm tinh học Ấn Độ, có năm nguyên tố: lửa, đất, không khí, nước và ether. Chủ nhân của lửa là Sao Hỏa, trong khi Sao Thủy thuộc về Trái Đất, Sao Thổ của không khí, Sao Kim của nước và Sao Mộc của ether.
Chiêm tinh học Jyotish công nhận mười hai cung hoàng đạo (Rāśi), tương ứng với những cung trong chiêm tinh học phương Tây. Mối quan hệ của các cung với các nguyên tố là giống nhau ở hai hệ thống.

### Nakshatras
Nakshatra (Devanagari: नक्षत्र, tiếng Phạn: nakshatra, từ naksha- 'bản đồ', và tra- 'bảo vệ'), hoặc biệt thự mặt trăng, là một trong 27 đơn vị của bầu trời được xác định bởi các ngôi sao nổi bật, được sử dụng trong thiên văn học và chiêm tinh học Ấn Độ (Jyotisha). "Nakshatra" trong tiếng Phạn và tiếng Tamil có nghĩa là "ngôi sao".

## Cung Hoàng Đạo Trung Quốc
Cung chiêm tinh của Trung Quốc hoạt động theo chu kỳ năm, tháng âm lịch và khoảng thời gian hai giờ trong ngày (còn được gọi là Thời Thìn). Một điểm đặc biệt của cung Hoàng Đạo Trung Quốc (hay còn gọi là mười hai con giáp) là hoạt động theo chu kỳ 60 năm kết hợp với Ngũ hành của chiêm tinh học Trung Quốc (Mộc, Hỏa, Kim, Thủy và Thổ). Tuy nhiên, một số nghiên cứu nói rằng có một mối quan hệ rõ ràng giữa chu kỳ 12 năm của Trung Quốc và các chòm sao Hoàng Đạo: mỗi năm của chu kỳ tương ứng với một lần Sao Mộc thay đổi vị trí nhất định. Chẳng hạn, năm Tỵ Sao Mộc nằm trong cung Song Tử, năm Ngọ Sao Mộc nằm trong cung Cự Giải, và tiếp đó. Vì vậy, lịch 12 năm của Trung Quốc là lịch dương-âm-mộc.

### Biểu tượng cung Hoàng Đạo Trung Quốc
Bảng dưới đây cho thấy mười hai cung và thuộc tính của chúng.
| Cung | Âm/Dương | Hướng | Mùa        | Nguyên tố cố định | Tam phân |
| ---- | -------- | ----- | ---------- | ----------------- | -------- |
| Tý   | Dương    | Bắc   | Trung Đông | Thủy              | Lần 1    |
| Sửu  | Âm       | Bắc   | Cuối Đông  | Thổ               | Lần 2    |
| Dần  | Dương    | Đông  | Đầu Xuân   | Mộc               | Lần 3    |
| Mão  | Âm       | Đông  | Trung Xuân | Mộc               | Lần 4    |
| Thìn | Dương    | Đông  | Cuối Xuân  | Thổ               | Lần 1    |
| Tỵ   | Âm       | Nam   | Đầu Hạ     | Hỏa               | Lần 2    |
| Ngọ  | Dương    | Nam   | Trung Hạ   | Hỏa               | Lần 3    |
| Mùi  | Âm       | Nam   | Cuối Hạ    | Thổ               | Lần 4    |
| Thân | Dương    | Tây   | Đầu Thu    | Kim               | Lần 1    |
| Dậu  | Âm       | Tây   | Trung Thu  | Kim               | Lần 2    |
| Tuất | Dương    | Tây   | Cuối Thu   | Thổ               | Lần 3    |
| Hợi  | Âm       | Bắc   | Đầu Đông   | Thủy              | Lần 4    |

### Mười hai cung Hoàng Đạo Trung Quốc

Biểu đồ cho thấy 24 hướng chính và biểu tượng của các cung liên quan đến chúng.

Trong chiêm tinh học Trung Quốc, mười hai cung Hoàng Đạo Trung Quốc (mười hai con giáp) đại diện cho mười hai loại tính cách khác nhau. Theo truyền thống, cung hoàng đạo này bắt đầu bằng cung Tý và có rất nhiều câu chuyện về nguồn gốc của mười hai con giáp giải thích tại sao nó lại như vậy. Khi mười hai con giáp là một phần của lịch 60 năm kết hợp với năm nguyên tố, theo truyền thống, chúng được gọi là mười hai Địa Chi. Mười hai con giáp của Trung Quốc tuân theo nông lịch âm dương và do đó, ngày "thay đổi" trong một tháng (khi một cung thay đổi sang cung khác) thay đổi mỗi năm. Sau đây là mười hai con giáp theo thứ tự.
1. 子 Tý (Dương, Tam Phân thứ 1, Nguyên tố cố định Thủy): năm Tý là năm 1900, 1912, 1924, 1936, 1948, 1960, 1972, 1984, 1996, 2008, 2020, 2032. Tý cũng tương ứng với một tháng nhất định trong năm. Giờ Tý là 11pm – 1am.
2. 丑 Sửu (Âm, Tam Phân thứ 2, Nguyên tố cố định Thổ:[41] năm Sửu là năm 1901, 1913, 1925, 1937, 1949, 1961, 1973, 1985, 1997, 2009, 2021, 2033. Sửu cũng tương ứng với một tháng nhất định trong năm. Giờ Sửu là 1am – 3am.
3. 寅 Dần (Dương, Tam Phân thứ 3, Nguyên tố cố định Mộc): năm Dần là năm 1902, 1914, 1926, 1938, 1950, 1962, 1974, 1986, 1998, 2010, 2022, 2034. The Dần cũng tương ứng với một tháng nhất định trong năm. Giờ Dần là 3am – 5am.
4. 卯 Mão (Âm, Tam Phân thứ 4, Nguyên tố cố định Mộc): năm Mão là năm 1903, 1915, 1927, 1939, 1951, 1963, 1975, 1987, 1999, 2011, 2023, 2035. Mão cũng tương ứng với một tháng nhất định trong năm. Giờ Mão là 5am – 7am.
5. 辰 Thìn (Dương, Tam Phân thứ 1, Nguyên tố cố định Thổ[41]): năm Thìn là năm 1904, 1916, 1928, 1940, 1952, 1964, 1976, 1988, 2000, 2012, 2024, 2036. Thìn cũng tương ứng với một tháng nhất định trong năm. Giờ Thìn là 7am – 9am.
6. 巳 Tỵ (Âm, Tam Phân thứ 2, Nguyên tố cố định Hỏa): năm Tỵ là năm 1905, 1917, 1929, 1941, 1953, 1965, 1977, 1989, 2001, 2013, 2025, 2037. Tỵ cũng tương ứng với một tháng nhất định trong năm. Giờ Tỵ là 9am – 11am.
7. 午 Ngọ (Dương, Tam Phân thứ 3, Nguyên tố cố định Hỏa): năm Ngọ là năm 1906, 1918, 1930, 1942, 1954, 1966, 1978, 1990, 2002, 2014, 2026, 2038. Ngọ cũng tương ứng với một tháng nhất định trong năm. Giờ Ngọ là 11am – 1pm.
8. 未 Mùi (Âm, Tam Phân thứ 4, Nguyên tố cố định Thổ[41]): năm Mùi là năm 1907, 1919, 1931, 1943, 1955, 1967, 1979, 1991, 2003, 2015, 2027, 2039. Mùi cũng tương ứng với một tháng nhất định trong năm. Giờ Mùi là 1pm – 3pm.
9. 申 Thân (Dương, Tam Phân thứ 1, Nguyên tố cố định Kim): năm Thân là năm 1908, 1920, 1932, 1944, 1956, 1968, 1980, 1992, 2004, 2016, 2028, 2040. Thân cũng tương ứng với một tháng nhất định trong năm. Giờ Thân là 3pm – 5pm.
10. 酉 Dậu (Âm, Tam Phân thứ 2, Nguyên tố cố định Kim): năm Dậu là năm 1909, 1921, 1933, 1945, 1957, 1969, 1981, 1993, 2005, 2017, 2029, 2041. Dậu cũng tương ứng với một tháng nhất định trong năm. Giờ Dậu là 5pm – 7pm.
11. 戌 Tuất (Dương, Tam Phân thứ 3, Nguyên tố cố định Thổ[41]): năm Tuất là năm 1910, 1922, 1934, 1946, 1958, 1970, 1982, 1994, 2006, 2018, 2030, 2042. Tuất cũng tương ứng với một tháng nhất định trong năm. Giờ Tuất là 7pm – 9pm.
12. 亥 Hợi (Âm, Tam Phân thứ 4, Nguyên tố cố định Thủy): năm Hợi là năm 1911, 1923, 1935, 1947, 1959, 1971, 1983, 1995, 2007, 2019, 2031, 2043. Hợi cũng tương ứng với một tháng nhất định trong năm. Giờ Hợi là 9pm – 11pm.

### Ngũ hành
- Mộc: Người mệnh Mộc có đạo đức cao, tự tin, cởi mở và hợp tác, với niềm quan tâm và mục tiêu lý tưởng rộng lớn và đa dạng. Hướng tương đương với Mộc là hướng Đông và mùa là mùa Xuân, điều này khiến nó trở thành nguyên tố cố định cho cung con giáp Dần và Thỏ.[41]
- Hỏa: Người mệnh Hỏa có phẩm chất lãnh đạo, đam mê năng động, và quyết đoán, tự tin, tích cực và quả quyết. Hướng tương ứng với Hỏa là Nam và mùa là mùa Hạ, điều này khiến nó trở thành nguyên tố cố định cho cung con giáp Tỵ và Ngọ.[41]
- Thổ: Người mệnh Thổ nghiêm túc, logic và có phương pháp, thông minh, khách quan và giỏi lập kế hoạch. Hướng tương ứng với Thổ là Trung tâm. Mùa của Thổ là thời điểm giao bốn mùa. Nó là nguyên tố cố định cho cung con giáp Sửu, Thìn, Mùi và Tuất.[41]
- Kim: Người mệnh Kim chân thành, có giá trị và ý kiến cố định, mạnh mẽ về ý chí và có tài hùng biện. Hướng tương ứng với Kim là Tây. Mùa của Kim là mùa Thu. Nó là nguyên tố cố định cho cung con giáp Thân và Dậu.[41]
- Thủy: Người mệnh Thủy có sức thuyết phục, trực giác và đồng cảm. Người mênh Thủy cũng khách quan và thường đi tìm kiếm lời khuyên cho họ. Hướng tương ứng với Thủy là hướng Bắc. Mùa của Thủy là mùa Đông. Nó là nguyên tố cố định cho cung con giáp Tý và Hợi.[41]

Ngũ hành hoạt động cùng với mười hai con giáp trong lịch 60 năm. Ngũ hành xuất hiện trong lịch với cả hai hình thức âm và dương của chúng và được gọi là mười Thiên Can. Khi cố gắng tính năm tương ứng của chu kỳ liên quan đến lịch Gregory, một quy tắc dễ thực hiện là những năm kết thúc bằng số chẵn là Dương (đại diện cho nam tính, năng động và ánh sáng), những năm kết thúc bằng một số lẻ là Âm (đại diện cho nữ tính, thụ động và bóng tối).